# Ministère de l'Hydraulique et des Hydrocarbures (Guinée)
Le Ministère de l'Hydraulique et des Hydrocarbures est un ministère guinéen dont le ministre est Aboubacar Camara.

## Titulaires depuis 2010
| Nom | Nom                 | Dates du mandat | Dates du mandat | Gouvernement(s)              |
| --- | ------------------- | --------------- | --------------- | ---------------------------- |
| | Diakaria Koulibaly  | 26 juin 2018    | 05/09/2021      | Gouvernement Kassory I et II |
| | Ibrahima Abé Sylla  | 04/11/2021      | 10/08/2022      | Gouvernement Béavogui        |
| | Aly Seydouba Soumah | 10/08/2022      | 19/02/2024      | Bernard Goumou               |
| | Aboubacar Camara    | 19/03/2024      | En cours        | Bah Oury                     |
| Dans l'intervalle entre deux mandats, le ministre sortant assure la gestion des affaires courantes. Titres successifs : - 2021-2025 : Energie, de l'hydraulique et des Hydrocarbures - Depuis 2021 :Hydraulique et des Hydrocarbures |                     |                 |                 |                              |